# Epinannolene lorenzonus
Epinannolene lorenzonus är en mångfotingart som beskrevs av Chamberlin 1923. Epinannolene lorenzonus ingår i släktet Epinannolene och familjen Epinannolenidae. Inga underarter finns listade i Catalogue of Life.